# 東海道程ヶ谷
「東海道程ヶ谷」（とうかいどうほどがや）は、葛飾北斎の名所浮世絵揃物『冨嶽三十六景』全46図中の1図。落款は「前北斎為一筆」とある。

## 概要
本作品は東海道五十三次の宿場町である保土ヶ谷宿と戸塚宿の道程にある品野坂からの富士山の眺望を描いたものである。富士山は片側の雪が解けており、晩春の時期を描いたものと考えられる。保土ヶ谷は武蔵国と相模国の境界にあたり、現代においては上り坂を権太坂、下り坂を品野坂と呼称しているが、江戸時代には明確な区分は無く、斎藤月岑『江戸名所図会』では「品野坂」の項に「俗に権太坂と呼り。」と混同されている旨が解説されている。東海道の難所のひとつと言われ、行き倒れる者も出たと言われるほどの急な坂だったとされる。

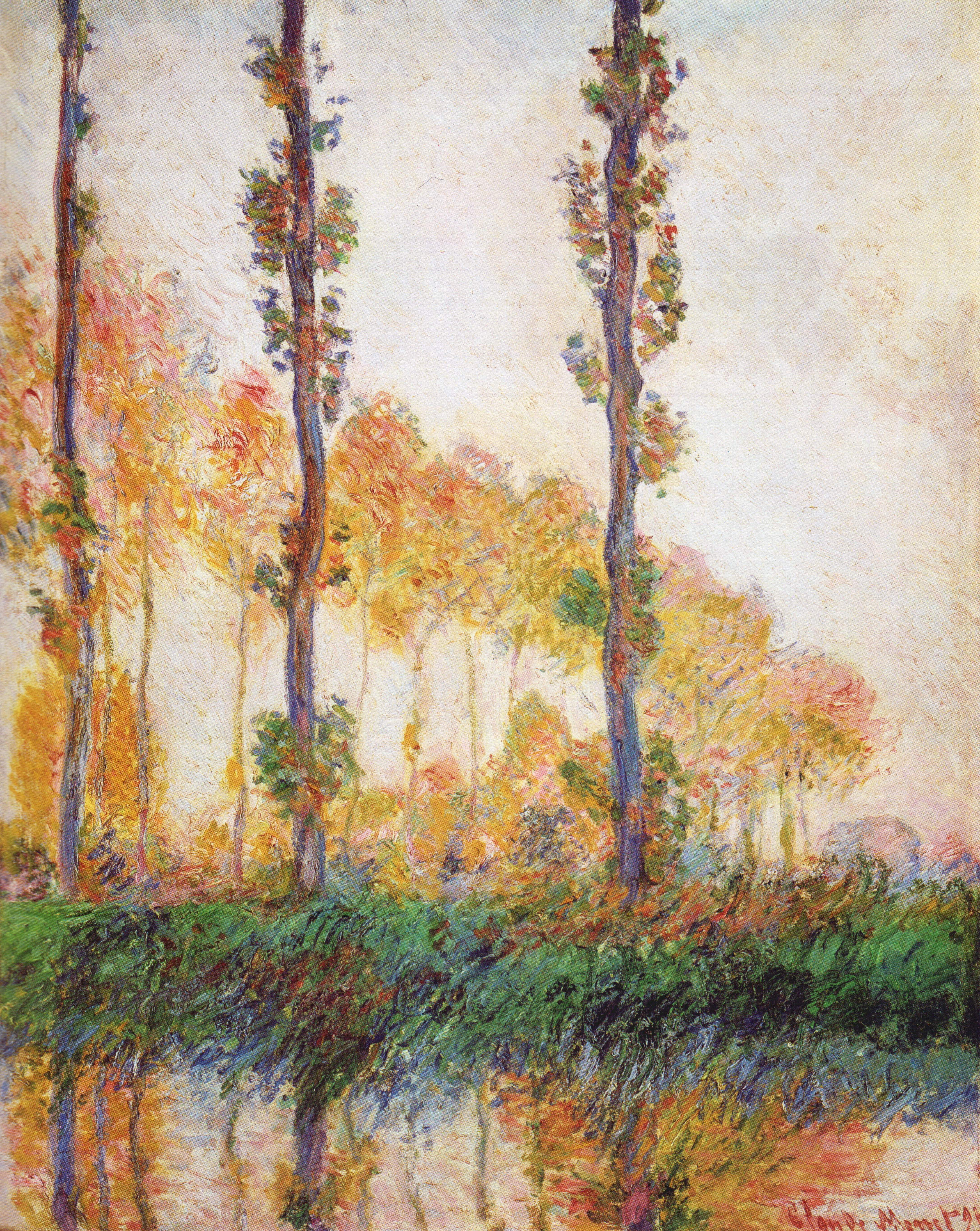
クロード・モネ『ポプラ並木』（1891年）

この地における特徴的な松の木を並べ、東海道を行き来する旅人の姿をつぶさに描いている。こうした松並木の間から富士山を覗かせるという構図は河村岷雪の『百富士』の中でも複数回登場しており、それを拝借した可能性が指摘されている。また、中央に配置した馬子が感嘆した様子で富士山に視線を向ける後ろ姿を描くことで、鑑賞者の視線をそちらに誘導させるギミックが仕込まれている。
フランスの印象派画家であるクロード・モネが1891年に制作した連作『ポプラ並木』や、ポール・セザンヌが1885年から1886年にかけて制作した『Trees and Houses Near the Jas de Bouffan』などは、本作品からの影響が指摘されている。